# Linpus Linux
Linpus Linux ist eine Linux-Distribution, die aus Fedora entstanden ist. Aufgrund der weiten Verbreitung in China wird Linpus Linux auch als chinesisches Linux bezeichnet. Linpus Linux wird von der Linpus Technologies Inc. entwickelt und vertrieben.

## Besonderheiten
Es besteht die Möglichkeit, vom Simple Modus in den erweiterten Modus umzuschalten, der dann eine gewohnte KDE-Oberfläche ermöglicht.
Linpus Linux ist auf 7-Zoll-Bildschirmen noch bedienbar, läuft auf Systemen ab 366 MHz und unterstützt Wi-Fi, WiMAX, HSDPA, HSUPA, Ethernet, Bluetooth, IR und UPnP. Verwendet wird die Paketverwaltung RPM von Fedora, so dass hierbei auf Fedora-Software zurückgegriffen werden kann. Linpus Linux wurde vor allem auf Netbooks der Firma Acer ausgeliefert, wie z. B. dem Acer Aspire One.

## Produktfamilie

### Linpus Linux Lite
Linpus Linux Lite ist ein Live-System für Low-Cost-PCs wie Ultra-Mobile PCs, OLPC XO-1, Classmate PC, Mobile internet devices und andere mobile Computer. Die ersten kostenlos herunterladbaren Versionen von Linpus Linux Lite liefen bei einer Dateigröße von 699 MB nach Herstellerangaben bereits auf i386 32bit PCs mit weniger als 500 MHz Taktfrequenz, 128 MB DRAM und 512 MB Festplattenkapazität. 
Von den ersten Versionen existierten zusätzliche Versionen für weitere Systeme wie Intel StrongARM, XScale, ARM 7/9 und MIPS. Die Linpus Technologies Inc. warb ab Version 2 mit einer Bootzeit von rund vier Sekunden, sodass diese zu dieser Zeit zu den am schnellsten bootenden Distributionen gehörte. Ein vereinheitlichter Installer beschleunigte außerdem die Installation, die nun via USB etwa 6 Minuten dauerte.
Eine weitere Neuerung war, dass ein angepasstes Gnome 3 als Desktop verwendet wurde. Die derzeit aktuelle Version 2.2 (Stand 2014) benötigt eine 64-Bit-CPU Intel/AMD mit mindestens 1 GHz, einem Arbeitsspeicher von 1 GB RAM und 6 GB Festplattenkapazität und ist nur noch in den Sprachen Englisch und Chinesisch verfügbar.
| Version | Veröffentlichung |
| ------- | ---------------- |
| 1.4     | 30.7.2010        |
| 1.6     | 20.12.2011       |
| 1.7     | 15.3.2012        |
| 1.9     | 8.2.2013         |
| 2.2     | 14.7.2014        |

### Linpus Linux Desktop
Linpus Linux Desktop ist die Linpus Desktop-Version. Im Zuge der 2007 aufgekommenen Netbooks (angeführt vom Asus Eee PC – vgl. Netbook#Geschichte – und gefolgt vom Acer Aspire One) wird sie auch als chinesisches Linux bezeichnet, da die Linpus Desktop-Versionen in China sehr weit verbreitet waren und auch auf dem Großteil des asiatischen Marktes zu dieser Zeit als das beliebteste Betriebssystem für Netbooks galten.
Ebenso wie Linpus Lite stellt die Desktop-Version keine großen Ansprüche an die erforderliche Hardware zur Installation und läuft somit nach Herstellerangaben auch auf älteren i386-PCs. Linpus Linux Desktop ist in der Basis-32-Bit-Version kostenlos auf den Herstellerseiten der Linpus Technologies Inc. herunterladbar (aktuelle Version 9.6, Dateigröße 3,62 GB). Eine ebenfalls verfügbare Deluxe-Version mit Handbuch sowie zusätzlicher Support-Unterstützung vom Hersteller wird jedoch sowohl in der 32-Bit als auch in der 64-Bit-Version nur kostenpflichtig angeboten.

### Linpus Linux Server
Linpus Linux Server ist eine professionelle (kostenpflichtige) Enterprise Business Server-Software, die besonders auf Stabilität ausgelegt ist. Die aktuelle Version 2.1 ist für PCs mit den Rechnerarchitekturen i386 und i586 verfügbar.

### Linpus Media Center
Linpus Media Center ist eine stand alone Linux basierende Multimedia-Plattform, welche wie ein DVD-Spieler arbeitet und die Wiedergabe verschiedener Multimedia-Formate und das Anzeigen von digitalen Bildern ermöglicht. Linpus Media Center ist kostenlos beim Hersteller herunterladbar. Eine ebenfalls dort verfügbare Aktualisierung („update“) ist jedoch kostenpflichtig.

## Finanzierung
Der Hersteller Linpus Technologies Inc. finanziert sich hauptsächlich durch den Verkauf der kostenpflichtigen Server-Versionen.
Da außerdem verschiedene Hersteller ihre Laptops zusammen mit Linpus Linux als Betriebssystem verkaufen, wird allgemein angenommen, dass hierbei Lizenzgebühren von den jeweiligen Laptop-Herstellern an die Linpus Technologies Inc. gezahlt werden. Die zu zahlenden Gebühren würden aber wesentlich günstiger ausfallen als die Kosten für Microsoft-Lizenzen.

## Kritik
KDE ist standardmäßig eingebunden. Das Nachinstallieren und Einbinden zusätzlicher Pakete, um es den persönlichen Bedürfnissen anzupassen, erfordert, dass hier auf die Paketverwaltung RPM aus der Fedora-Distribution zurückgriffen werden muss. Linpus Linux ist daher nicht unbedingt für Einsteiger geeignet, da diese Bedienungsschritte ggf. erweiterte Kenntnisse zum Betriebssystem bzw. zu Linux im Allgemeinen voraussetzen.
Das kostenlose Herunterladen von Linpus Linux Lite, Linpus Linux Desktop und Linpus Linux Media Center ist derzeit nur über die Server des Herstellers bzw. dessen Online-Präsenz möglich, was die Verfügbarkeit der Software oder wichtiger Updates einschränken könnte.